# Василівка (Василівська сільська громада)
Васи́лівка (болг. Вайсал, Василивка, рум. Vaisal) — село в Україні, у Болградському районі Одеської області. Адміністративний центр Василівської сільської громади. Населення становить 4065 осіб. Пенсіонерів 1020 осіб. Кількість дворів — 1129. 20 вулиць з загальною довжиною 35 км.
Три с/х підприємства зернового напрямку. Школа І-ІІІ ступенів на 537 учнів. Музична школа. Дитячий садочок на 160 місць. Осередкова лікарня на 20 місць з амбулаторією. 15 магазинів. Три бари з кафетеріями. Два молитовні будинки. Свято-Іллінський православний храм. Салон краси. Філія Ощадбанку. Укрпошта. Дві аптеки. Ветеринарна аптека. Стадіон у центрі сіла. Пекарня. Два млини для переробки зерна на борошно. Асфальтовий завод. Цех з виготовлення тротуарної плитки. Меблевий цех. Село газифікується. 100 % освітлення, використовуючи енергозберігальні технології, понад 420 ліхтарів. Кабельне телебачення по всьому селу й інтернет.

## Історія
Територією села проходить частина Нижнього Траянового валу.
14 листопада 1945 року Указом Президії ВР УРСР «Про збереження історичних найменувань та уточнення і впорядкування існуючих назв сільрад і населених пунктів Ізмаїльської області»: населені пункти Вайсальської сільради — село Вайсал перейменували на село Василівка, село Новий Вайсал іменували селом Нововасилівка і Вайсальську сільраду — Василівська.
12 червня 2020 року, відповідно до Розпорядження Кабінету Міністрів України від № 724-р «Про визначення адміністративних центрів та затвердження територій територіальних громад Одеської області», увійшло до складу Василівської сільської територіальної громади.
19 липня 2020 року, в результаті адміністративно-територіальної реформи і ліквідації Болградського (1940  – 2020) району, село увійшло до складу новоутвореного Болградського району.

## Населення
Згідно з переписом 1989 року населення села становило 4135 осіб, з яких 2023 чоловіки та 2112 жінок.
За переписом населення 2001 року в селі мешкали 3993 особи.

### Мова
Розподіл населення за рідною мовою за даними перепису 2001 року:
| Мова       | Відсоток |
| ---------- | -------- |
| болгарська | 95,45 %  |
| російська  | 1,85 %   |
| українська | 1,75 %   |
| молдовська | 0,47 %   |
| гагаузька  | 0,3 %    |
| білоруська | 0,02 %   |

## Персоналії
Уродженцем Василівки є Єребакан Дмитро Дмитрович — український і болгарський художник.